# Jurij Rosstalnyj
Jurij Rosstalnyj (ukrainisch Юрій Розстальний, russisch Юрий Росстальной; * 30. April 1960 in Rejmentariwka, Ukrainische SSR) ist ein ukrainischer Film- und Theaterschauspieler.             

## Leben
Rosstalnyj wurde in Rejmentariwka (ukrainisch Рейментарівка) in der Oblast Tschernihiw geboren. Er absolvierte von 1977 bis 1981 in Kiew an der Universität für Theater, Film und Fernsehen „Karpenko-Karyj“ die Schauspielausbildung. Er wohnt in München, arbeitet aber auch in Berlin und Kiew.
Von 1989 bis 1998 gehörte er zum Ensemble des Nationalen Iwan-Franko-Schauspielhauses, wo er auch 2009 und 2013 spielte. Während der ersten Periode dort spielte er parallel seit 1981 auch noch am Kiewer Jugendtheater und ab 1985 auch am Maxim-Gorki-Theater in Minsk. In Deutschland trat er von 1998 bis 2001 am Theater Blaue Maus in München auf und von 2005 bis 2006 am Düsseldorfer Schauspielhaus. In Kiew spielte er 2011 auch am akademischen Jungen Theater.

## Filmografie (Auswahl)
Rosstalnyj spielte in zahlreichen internationalen Film- und Fernsehproduktionen mit.
- 2002: Ripley’s Game (Regie: Liliana Cavani)
- 2003: Richard Sorge – Spion aus Leidenschaft (O: Spy Sorge; Regie: Masahiro Shinoda)
- 2005: Tatort: Tod auf der Walz (Regie: Martin Enlen)
- 2006: Die Kinder der Flucht: Eine Liebe an der Oder (Regie: Hans-Christoph Blumenberg)
- 2007/2008: Deutsch Klasse
- 2008: Kommissar Süden und das Geheimnis der Königin (Regie: Martin Enlen)
- 2008: Tatort: Der oide Depp (Regie: Michael Gutmann)
- 2008: Die Patin – Kein Weg zurück (Regie: Miguel Alexandre)
- 2009: Thank You Mr. President (Kurzfilm; Regie: Lenn Kudrjawizki)
- 2010: Keiner geht verloren (Regie: Dirk Kummer)
- 2011: Der Mann mit dem Fagott (Regie: Miguel Alexandre)
- 2012: SOKO 5113: Der einzige Zeuge (Regie: Andreas Herzog)
- 2012: Die Draufgänger: Matrjoschka (Regie: Florian Kern)
- 2012: Pfarrer Braun: Ausgegeigt! (Regie: Jürgen Bretzinger)
- 2012: Nemez (Regie: Stanislav Güntner)
- 2013: Das Adlon. Eine Familiensaga – Teil 3 (Regie: Uli Edel)
- 2013: Wir haben gar kein’ Trauschein (Regie: Dennis Satin)
- 2013: Die Chefin: Kinder (Regie: Züli Aladağ)
- 2013: Heiter bis tödlich: Koslowski & Haferkamp: Russische Woche (Regie: Dirk Regel)
- 2014: Sturm der Liebe
- 2015: Notruf Hafenkante: Flucht ins Watt (Regie: Dietmar Klein)
- 2017: 2 Sturköpfe im Dreivierteltakt